# Reichsstraße 383
Die Reichsstraße 383 (R 383) war bis 1945 eine Staatsstraße des Deutschen Reichs, die vollständig auf 1939 annektiertem polnischem Gebiet lag. Sie verlief, in Chojnice (Konitz) an der Reichsstraße 1 (heute Droga krajowa 22) beginnend, teilweise auf der Trasse der heutigen Droga krajowa 25, über Kamień Krajeński (deutsch: Kamin in Westpreußen), Sępólno Krajeńskie (deutsch: Zempelburg), verlief weiter auf der Trasse der heutigen DW 241, kreuzte in Nakło nad Notecią (Nakel) die Reichsstraße 123 und die Netze, verlief weiter über Kcynia (Exin) und weiter nach Wągrowiec (Wongrowitz, von 1942 bis 1945 Eichenbrück), wo sie auf die Reichsstraße 116 traf und endete.
Ihre Gesamtlänge betrug rund 121 Kilometer.